# Tanz der toten Seelen (1962)
Tanz der toten Seelen (Carnival of Souls) ist ein Low-Budget-Film aus dem Jahre 1962, der von Herk Harvey gedreht wurde. Der Handlungsablauf ist einer Geschichte von Ambrose Bierce mit dem Titel Zwischenfall auf der Eulenfluß-Brücke entlehnt. Tanz der toten Seelen blieb Harveys einziger Spielfilm. Zu seiner Zeit wenig erfolgreich, gilt er heute als Filmklassiker.

## Handlung
Mary Henry, eine junge Organistin, überlebt auf geheimnisvolle Weise einen Autounfall, bei dem ihre zwei Freundinnen in einem Fluss ertrinken. Mary fährt nach Salt Lake City, wo sie eine neue Stelle als Organistin in einer dortigen Kirche angenommen hat. Als sie auf dem Weg dorthin an einem alten, verlassenen Rummelplatz vorbeifährt, erscheint ihr das erste Mal das Gesicht eines Mannes im Fenster ihres Wagens. Die Erscheinung dieses Untoten (gespielt von Herk Harvey selbst) sucht sie von nun an immer wieder und mit wachsender Intensität heim.
In Salt Lake City nimmt sie sich ein Zimmer zur Untermiete und tritt ihre neue Stelle an. Aber ihre Erscheinungen entfernen sie immer stärker aus der alltäglichen Welt, die für sie immer bedrohlicher wird. Zeitweise hat sie die Empfindung, für ihre Mitmenschen unsichtbar und unhörbar zu sein. Ein Arzt, der ihr helfen will, thematisiert die Möglichkeit eines traumatischen Schocks aufgrund des Unfalls und versucht darüber hinaus, einen Zusammenhang der erschreckenden Imagination mit der früheren Lebensgeschichte zu erfragen. Ihm erzählt sie, dass sie sich noch nie für die Geschicke anderer interessiert habe. In ihrer Not geht sie selbst auf die Avancen eines Schürzenjägers ein, der ihr im Grunde zuwider ist. Es ist niemand da, der sie versteht; nach und nach verliert sie den Anschluss an die reale Welt.
Immer wieder fühlt sie sich vom Pavillon des Rummelplatzes magisch angezogen. Sie sieht dort jene tanzenden Untoten, die auch nachts in ihren Visionen aus dem Wasser auftauchen und sie verfolgen. Plötzlich sieht sie sich selbst, wie sie mit dem Untoten, der ihr bereits so oft erschienen ist, tanzt. Am Ende kann sie den Toten, die sie von allen Seiten verfolgen, nicht mehr entrinnen.
An der Stelle, wo Mary zuletzt im Sand lag, werden am nächsten Tag Fußspuren gefunden, die nirgendwohin führen. Die Schlussszene zeigt, wie das Auto des anfänglichen Verkehrsunfalls aus dem Wasser geborgen wird. In dem Auto befinden sich die Leichen der drei Frauen – auch die von Mary.

## Kritiken
„Carnival of Souls ist, so absurd das angesichts eines No-Budget-Movies klingt, ein perfekter Film. Er erreicht größtmögliche Effekte mit den einfachsten Mitteln, ohne dass diese je nur Mittel zu diesen Effekten wären. Der Mehrwert, der den Bildern das Entsetzen einjagt, ist ein Effekt des Verzichts auf die unmittelbare Verrechnung von Mitteln in Effekte. Kein Bild zielt nur auf den Schrecken, den es hat. Der Schock verliert sich in der Unerbittlichkeit, die in den Bildern steckt, von Anfang an.“

„Die große Kunst dieses Films ist es, eine Lebende als Tote und wiederum als Lebendigere als alle Lebenden zu zeigen.“

„Ein billig produzierter, aber vergleichsweise fantasievoller Gruselfilm.“

## Trivia
- Der Film existiert in verschiedenen Schnittfassungen, deren Länge zwischen 78 und 84 Minuten variiert.
- Der Film wurde in nur drei Wochen (manche Quellen sprechen auch von nur neun Tagen) in Lawrence und Salt Lake City gedreht. Die Hauptdarstellerin Candace Hilligoss hatte eine Ausbildung bei Lee Strasberg, die übrigen Darsteller waren größtenteils Amateure. Der Film enthält eine Reihe von Anschlussfehlern, die gemeinhin auf Harveys nicht vorhandene Erfahrung im Spielfilmbereich zurückgeführt werden.
- Herk Harvey war ursprünglich ein Produzent von Schulungs- und Werbefilmen. Bei einem Aufenthalt in Salt Lake City war er von der Stimmung in dem dortigen verlassenen Saltair-Pavillon so beeindruckt, dass er zusammen mit John Clifford das Konzept zu einem Film auf der Geschichte von Ambrose Bierce entwickelte. Dieser Film sollte Harveys einziger Spielfilm bleiben. Das rege Interesse an der DVD-Veröffentlichung erlebte der 1996 an Krebs Verstorbene nicht mehr.
- Das Budget des Films betrug lediglich 33.000 US-Dollar, nach anderen Angaben sogar nur 17.000 US-Dollar. Herk Harvey und John Clifford verzichteten auf ihre Gage, um das Budget einhalten zu können.
- Für den Schaden an der Brücke der Eingangssequenz musste Harvey 17 US-Dollar bezahlen.
- Wahrscheinlich wurde Harvey durch zwei Episoden von Rod Serlings Twilight Zone zu Aspekten des Filmes inspiriert: In The Hitch-Hiker (Januar 1961) fährt ein junges blondes Mädchen von New York nach Kalifornien und wird von einem Anhalter verfolgt, der ständig wieder auftaucht, wenn sie ihn abgehängt wähnt. In Mirror Image (Februar 1961) geht es ebenfalls um ein blondes Mädchen, das überzeugt davon ist, dass eine Doppelgängerin aus dem Spiegel einer Busstation ihre Fahrkarte, ihr Gepäck und schließlich ihre gesamte Identität stiehlt.
- In Deutschland wurde der Film erst in den 90er Jahren im Auftrag des ZDF synchronisiert. Die deutsche Premiere erfolgte am 2. Juni 1992 im Nachtprogramm des Senders.
- In dem Lied 13 Beaches auf Lana Del Reys Album Lust for Life ist eine Originalaufnahme des Films von Candace Hilligoss zu hören.

## Einfluss
- Der Film floppte in den Autokinos und hatte somit nie eine weite Verbreitung. Seit den 80er Jahren wird er wieder in Programmkinos gezeigt und erfreut sich seitdem einer kleinen und ständig wachsenden Fangemeinde. Die Veröffentlichung auf DVD sorgte für eine zusätzliche Steigerung der Bekanntheit.
- Die Regisseure George A. Romero (Die Nacht der lebenden Toten) und David Lynch haben den Film als wichtigen Einfluss auf ihr Werk benannt.[2]
- Claude Chabrols Film Alice ou la dernière fugue von 1976 variierte ebenso das Carnival of Souls-Motiv.
- Die Kurzgeschichte Ein Vorfall an der Owl-Creek-Brücke von Ambrose Bierce war u. a. auch Vorlage für die Filme Jacob’s Ladder (USA, 1990) und The Sixth Sense (USA, 1999).
- Elfriede Jelinek nahm Motive in ihren 1995 erschienenen Roman Die Kinder der Toten auf.[3]
- 1998 gab es ein Remake des Films, welches mit dem Original aber nur wenig gemein hat und das unter dem Label „Wes Craven präsentiert“ als Direct-To-Video-Produktion auf den Markt kam.
- Dem 2006 entstandenen Film Yella des deutschen Regisseurs Christian Petzold wurden viele inhaltliche und stilistische Ähnlichkeiten zu Tanz der toten Seelen attestiert.[4]